# Pseudeusemia uniannulata
Pseudeusemia uniannulata là một loài bướm đêm trong họ Geometridae.